# Leonardo Alberto González
Pour les articles homonymes, voir González.
Leonardo Alberto González Antequera (né le 14 juillet 1972 à Valera au Venezuela) est un joueur de football international vénézuélien, qui évoluait au poste de défenseur.

## Biographie

### Carrière en club
Avec le Caracas Futbol Club, il remporte quatre championnats du Venezuela.

### Carrière en sélection
Avec l'équipe du Venezuela, il joue 39 matchs (pour aucun but inscrit) entre 1993 et 2008. 
Il figure dans le groupe des sélectionnés lors des Copa América de 1993, de 1995 et de 1997.
Il joue 15 matchs comptant pour les tours préliminaires de la coupe du monde, lors des éditions 1994 et 1998.

## Palmarès
Caracas
- Championnat du Venezuela (4) :
  - Champion : 1996-97, 2000-01, 2002-03 et 2003-04.

- Coupe du Venezuela :
  - Finaliste : 1996.